# 905 Universitas
905 Universitas је астероид главног астероидног појаса. Приближан пречник астероида је 21,33 , 
а средња удаљеност астероида од Сунца износи 2,215 астрономских јединица (АЈ). 
Инклинација (нагиб) орбите у односу на раван еклиптике је 5,324 степени, а орбитални период износи 1204,434 дана (3,297 године). Ексцентрицитет орбите астероида износи 0,153. 
Апсолутна магнитуда астероида износи 11,65 а геометријски албедо 0,084.
Астероид је откривен 30. октобра 1918. године.